# Quitaque
Quitaque é uma cidade localizada no estado norte-americano do Texas, no Condado de Briscoe.

## Demografia
Segundo o censo norte-americano de 2000, a sua população era de 432 habitantes.
Em 2006, foi estimada uma população de 385, um decréscimo de 47 (-10.9%).

## Geografia
De acordo com o United States Census Bureau tem uma área de
1,9 km², dos quais 1,9 km² cobertos por terra e 0,0 km² cobertos por água. Quitaque localiza-se a aproximadamente 784 m acima do nível do mar.

## Localidades na vizinhança
O diagrama seguinte representa as localidades num raio de 48 km ao redor de Quitaque.